# Igor Son
Ïgor Son (født 16. november 1998) er en kasakhisk vægtløfter.
Han repræsenterede Kasakhstan ved sommer-OL 2020 i Tokyo, hvor han tog bronze i 61 kg.